# 1761
Cette page concerne l'année 1761  du calendrier grégorien. Pour l'année 1761 av. J.-C., voir 1761 av. J.-C.
L'année 1761 est une année commune qui commence un jeudi.

## Événements
- 4 janvier : départ de Copenhague d’une expédition danoise en Arabie (1761-1767), relatée par Carsten Niebuhr[1].

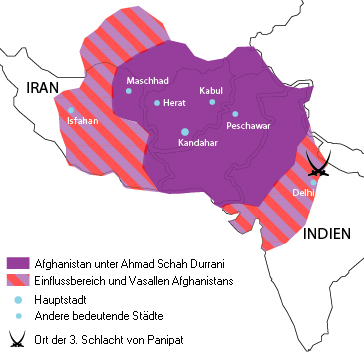
L'Empire Durrani après la troisième bataille de Pânipat

- 14 janvier : les Marathes sont écrasés à Pânipat, près de Delhi par les Afghans de Timour Shâh[2].
- 16 janvier[2] : les Français (Lally-Tollendal), après le désastre de Vandavashy, capitulent à Pondichéry, puis perdent toutes leurs possessions dans le Sud de l’Inde au profit des Britanniques. Le dernier comptoir de la Compagnie française, Mahé, tombe le 10 février[3].

- 12 février : premier traité du Pardo révisant le traité de Madrid de 1750 entre l'Espagne et le Portugal[4].

- Avril : arrivée à Tobolsk du géographe français Chappe d'Auteroche lors de son voyage d’étude en Sibérie. Le 6 juin il observe le transit de Vénus[5].
- 6 juin :
  - les Britanniques prennent la Dominique à la France[3].
  - observation sur 62 lieux différents des transits de Vénus devant le disque solaire (1761 et 1769)[6], qui permet le calcul de la distance entre la Terre et Vénus (149 637 000 km).

- 23 juin : le peshwâ de Marathes Balaji Baji Rao meurt et ses fils s’opposent pour sa succession. Aucune puissance indienne n’est en mesure d’exercer une quelconque hégémonie.
- Juin : Haidar Alî, un aventurier musulman du Pendjab, devient râja du royaume de Mysore[7]. Il réussit à fonder un puissant État. Il guerroie contre les Marathes et le nizâm de Hyderabad avant de former avec eux une alliance informelle contre les Britanniques.

- 1er août : naufrage de L’Utile, navire négrier de la Compagnie française des Indes orientales, dans l’océan Indien[8].

- 28 octobre : naufrage de L’Auguste, navire corsaire français au large de l’île du Cap-Breton alors qu’il transportait des exilés de la Nouvelle-France[8].
- 29 octobre : raid de Roderick MacKenzie contre des Acadiens[9].

- 21 novembre : le Sikh Jassa Singh Ahluwalia se proclame roi à Lahore[10].

### Europe
- 26 janvier, Vienne : première séance du Conseil d’état (Staatsrat) créé par Marie-Thérèse d'Autriche le selon la proposition de Kaunitz, qui exerce le pouvoir sur les pays héréditaires[11]. Kaunitz, Haugwitz et le maréchal Daun deviennent ministres d’état à Vienne.

- 14 février-28 mars : échec du siège de Cassel[12].

- 21 mars : victoire française sur la Prusse et le Hanovre à la bataille de Grünberg. Les Hanovriens doivent quitter la Hesse-Cassel[3].
- 25 mars-5 mai : élections générales au Royaume-Uni[13].
- 31 mars : propositions françaises de paix à la Grande-Bretagne[14].

- 7 avril-8 juin : prise de Belle-Île-en-Mer par les Britanniques[15].
- 4 juin : l'ambassadeur Stanley[16] arrive à Paris ; reprise des pourparlers de paix franco-anglais.

- 15 - 16 juillet : bataille de Villinghausen, peu décisive, entre les forces françaises de de Broglie et les Prussiens de Ferdinand de Brunswick-Lunebourg[3].

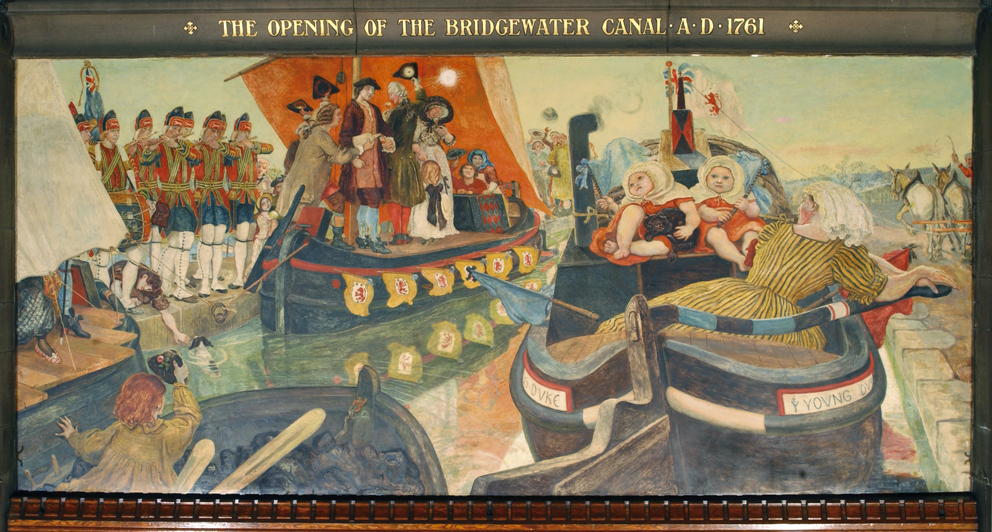
17 juillet : inauguration du canal de Bridgewater.

- 17 juillet : le duc de Bridgewater inaugure un canal creusé pour relier ses mines de charbon de Worsley à la ville de Manchester[17]. En une dizaine d’années (1761-1772), les principales rivières anglaises sont reliées entre elles.

- 6 août, Venise : l’avocat Angelo Querini (it), qui réclame la restriction des pouvoirs du Conseil des Dix et l'élargissement de la base du pouvoir, est arrêté par l'Inquisition, ce qui déclenche un mouvement de contestation (fin en 1762)[18].
- 15 août : nouveau Pacte de famille entre les Bourbons de France, d’Espagne, de Sicile et de Parme qui se promettent assistance mutuelle en cas de menace. Il est conclu par Choiseul et le marquis de Grimaldi afin de freiner l’expansion britannique. La France obtient l’appoint de la marine espagnole[3].
- 20 août : le prince Henri de Prusse se met en défense au camp de Bunzelwitz[3].

- 8 septembre : George III épouse la duchesse Sophie Charlotte de Mecklemburg-Strelitz. Les deux époux sont couronnés le 22[19].
- 13 septembre : les forces russes du général Buturlin repassent l'Oder et se retirent en Pologne devant la résistance des Prussiens au camp retranché de Bunzelwitz[3].
- 21 septembre : exécution du père jésuite Gabriel Malagrida[20]. Il est la dernière victime condamnée à mort par l’Inquisition au Portugal.
- 30 septembre-1er octobre : prise de Schweidnitz par les Autrichiens de Laudon[3].

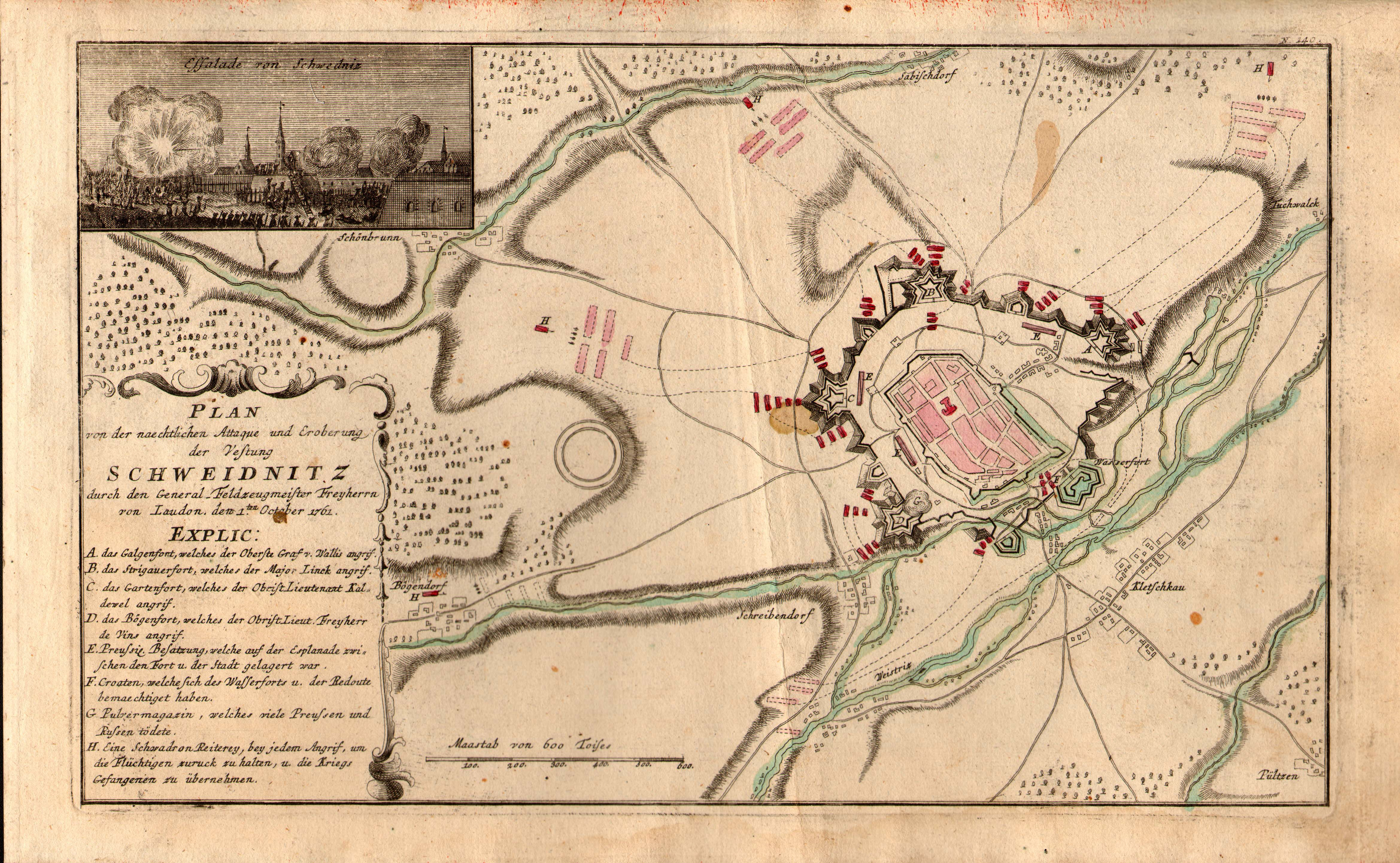
: prise de Schweidnitz.

- 5 octobre[21] : George III de Grande-Bretagne évince le premier Pitt en le nommant membre de la Chambre des Lords avec le titre de Lord Chatham et choisit Lord Bute comme ministre. L’opinion publique prend fait et cause pour Pitt et la défense de la pratique instaurée par les Communes de choisir les ministres.

- 16 décembre : prise de Kolberg sur les Prussiens par les Russes[3]. À la fin de l’année, après une campagne victorieuse des Autrichiens et des Russes en Poméranie et en Silésie, la Prusse vidée d’hommes et d’argent connaît la ruine et la misère.

- Projet du Sénat russe pour l’Ukraine : détacher Kiev de la province pour en faire le chef-lieu d’un arrondissement administré par le Sénat[22].
- Le Sénat russe décide d’interrompre le projet d’arpentage général de l’empire décidé par Chouvalov faute de ressources[23].

## Naissances en 1761
- 17 janvier : André Rigaud, général haïtien († 18 septembre 1811).
- 19 janvier : Pierre Marie Auguste Broussonet, naturaliste français († 27 juillet 1807).
- 24 janvier : Johann Christian Reinhart, peintre et graveur allemand († 9 juin 1847).
- 28 janvier : Marguerite Gérard, peintre française († 18 mai 1837).
- 29 janvier : Albert Gallatin, homme politique et diplomate américain († 12 août 1849).

- 4 février : Blasius Merrem, zoologiste allemand († 23 février 1824).
- 20 février : Johann Christian Ludwig Abeille, pianiste et compositeur allemand († 2 mars 1838).
- 22 février : Erik Tulindberg, compositeur de musique classique finlandais († 1er septembre 1814).
- ? février : Pierre-Antoine Mongin, peintre et graveur français († 19 mai 1827).

- 8 avril : Guillaume-Joseph Chaminade, prêtre français, fondateur de la Société de Marie (Marianistes) († 22 janvier 1850).
- 14 avril : Giuseppe Pietro Bagetti, peintre italien († 29 avril 1831).
- 22 avril : Marie-Adélaïde Duvieux, peintre miniaturiste française († 14 janvier 1799).
- 30 avril : Henri Buguet, peintre élève de David († vers 1833).

- 9 juin : Feliciano Antonio Chiclana, avocat, militaire et jurisconsulte espagnol puis argentin († 17 septembre 1826).
- 29 juin : Pierre-Florent Baillairgé, sculpteur et menuisier canadien († 9 décembre 1812).

- 5 juillet : Louis Léopold Boilly, peintre et graveur français († 4 janvier 1845).

- 2 août : Joseph-Marie Vien le jeune, peintre français († 26 janvier 1848).
- 19 août : Rose-Adélaïde Ducreux, peintre et musicienne française († 26 juillet 1802).
- 31 août : Nicolas-Noël Boutet, arquebusier, directeur-artiste de la Manufacture de Versailles († 1833).

- 2 septembre : Olivier Perrin, peintre français († 4 décembre 1832).
- 24 septembre : Friedrich Ludwig Æmilius Kunzen, compositeur et chef d'orchestre allemand († 28 janvier 1817).

- 12 octobre : Charles Paul Landon, peintre et historien de l’art français († 5 mars 1826).
- 22 octobre : Antoine Barnave, homme politique français († 29 novembre 1793).

- 20 novembre : Francesco Saverio Maria Felice Castiglioni, futur pape Pie VIII († 30 novembre 1830).

- 19 décembre : Jean-Louis Pierrot, général, aristocrate et noble haïtien avant d'être président à vie d'Haïti († 18 février 1857).

- Date précise inconnue :
  - Halet Efendi, diplomate et homme politique ottoman  († 1822).
  - John Andrew Stevenson, compositeur irlandais († 14 septembre 1833).

## Décès en 1761
- 4 janvier : Stephen Hales, physiologiste, chimiste et inventeur britannique (° 17 septembre 1677).
- 26 janvier : Charles Louis Auguste Fouquet de Belle-Isle, officier et diplomate français (° 22 septembre 1684).

- 1er février : François-Xavier Charlevoix, historien jésuite, professeur et voyageur français (° 30 octobre 1682).
- 16 février : Hyacinthe Collin de Vermont, peintre français (° 19 janvier 1693).

- 3 mars : Jacques-François Delyen, peintre belge (° 25 juillet 1684).

- 21 juillet : Louis Galloche, peintre français (° 24 août 1670).

- 8 août : Ivan Vichniakov, peintre portraitiste et muraliste rococo russe (° 1699).
- 18 août : François Gaspard Adam, sculpteur français (° 23 mai 1710).

- 21 septembre : Gabriel Malagrida, missionnaire italien (° 18 septembre 1689).
- 29 septembre : Angelo Maria Scaccia, compositeur et violoniste italien (° vers 1690).

- 19 novembre : Noël-Antoine Pluche, prêtre français (° 13 novembre 1688).
- 30 novembre : John Dollond, ingénieur-opticien britannique (° 10 juin 1706).

- Date précise inconnue :
- Maria Giovanna Clementi, peintre italienne (° 1692).